# Anastasios Boundouris
Anastasios Boundouris (griechisch Αναστάσιος Μπουντούρης; * 2. August 1955 in Piräus) ist ein ehemaliger griechischer Segler.

## Erfolge
Anastasios Boundouris nahm sechsmal an Olympischen Spielen teil. Bei seinem Olympiadebüt 1976 in Montreal erreichte er im Finn-Dinghy den sechsten Platz. Er war bei den darauffolgenden Olympischen Spielen 1980 in Moskau in der Bootsklasse Soling Rudergänger des griechischen Bootes, dessen Crew aus Anastasios Gavrilis und Aristidis Rapanakis bestand. Sie gewannen zwei der sieben Wettfahrten und belegten mit 31,1 Punkten hinter dem von Poul Høj Jensen angeführten dänischen Boot mit 23 Punkten und dem sowjetischen Boot um Boris Budnikow mit 30,4 Punkten den dritten Platz, womit sie die Bronzemedaille gewannen. Im Jahr darauf sicherte sich Boundouris in Anzio bei den Weltmeisterschaften gemeinsam mit Anastasios Gavrilis und Aristidis Rapanakis die Silbermedaille. 1984 beendete er die olympische Segelregatta in Los Angeles im Soling auf dem sechsten Platz. Vier Jahre später kam er in Seoul nicht über den 18. Platz hinaus, 1992 in Barcelona gelang ihm lediglich der 20. Platz. 1993 wurde er im Soling in Paleo Faliro Weltmeister. Bei seiner letzten Olympiateilnahme 1996 in Atlanta verpasste er im Starboot mit Dimitrios Boukis als Vierter knapp einen weiteren Medaillengewinn.
Sein Bruder Antonios Boundouris war ebenfalls Segler und gehörte bei den Olympischen Spielen 1988 zu Anastasios Boundouris’ Crew.